# San Ginés (Murcia)
San Ginés es una pedanía perteneciente al municipio de Murcia, en la Región de Murcia (España). Cuenta con una población de 2.778 habitantes (INE 2019) y una extensión de 2,477 km². Se encuentra a 5 km de Murcia.

## Geografía
Limita con:
- al norte: Nonduermas y Era Alta
- al este: Aljucer y El Palmar
- al oeste: Sangonera la Seca
- al sur: El Palmar y Sangonera la Verde

## Demografía
| 2000  | 2001  | 2002  | 2003  | 2004  | 2005  | 2006  | 2007  | 2008  | 2009  | 2010  | 2011  | 2012  | 2013  | 2016  |  |
| ----- | ----- | ----- | ----- | ----- | ----- | ----- | ----- | ----- | ----- | ----- | ----- | ----- | ----- | ----- |  |
| 1.756 | 1.801 | 1.872 | 1.924 | 1.986 | 2.084 | 2.115 | 2.152 | 2.214 | 2.261 | 2.351 | 2.402 | 2.445 | 2.549 | 2.586 |  |

## Historia
En el Nomenclátor de las ciudades, villas, lugares, aldeas y demás entidades de población del año 1960, dentro de la diputación o pago rural de El Palmar, se incluye San Ginés con la categoría de caserío ya qué, en este mismo año sólo residen 678 habitantes.
En el nomenclátor de 1970 San Ginés mantiene la catalogación de caserío y su población sigue residiendo de forma diseminada, constatándose la existencia de 307 viviendas familiares en las que residen 1.100 habitantes.
Será en el Nomenclátor de 1981 cuando ya se tenga constancia de la conformación de un núcleo poblacional que alcanzará la consideración administrativa de "Lugar", en donde se censan 462 viviendas familiares agrupadas en núcleo de población, con un total de 1.527 habitantes.
Como consecuencia de ese importante crecimiento urbano y poblacional surge un sentimiento de autonomía administrativa con respecto a la pedanía de El Palmar, realizándose diferentes peticiones por parte de la Asociación de Vecinos y otros grupos de San Ginés dirigidas a convertirse en pedanía independiente. Estos esfuerzos alcanzaron su meta cuando en la sesión celebrada el 26 de julio de 1990, se acordó la aprobación del nuevo Nomenclátor del Municipio de Murcia, en el que, entre otros, se concreta como hecho principal la creación de la pedanía de San Ginés (segregada de El Palmar), que se configura como una Entidad Singular cuyos límites propuestos fueron acordados, en documento de fecha 25 de julio de 1990, por los alcaldes pedáneos de El Palmar y San Ginés, respectivamente.
Poco tiempo después se produjo una ampliación del territorio de San Ginés , ya qué en el momento de su creación había quedado fuera de sus límites la zona comprendida en el Camino Hondo y la Acequia de Barreras, qué, según los residentes, se trataba del núcleo fundamental de la pedanía, en torno a la Ermita.
En la actualidad se detecta un importante crecimiento de la importancia de la pedanía tanto desde el punto de vista demográfico como del económico.

## Festividades y eventos
- Fiestas de San Ginés: durante la última semana del mes de agosto, los vecinos celebran las fiestas de San Ginés en el recinto del pueblo. Durante toda esta semana se harán conciertos de música, verbenas, pasacalles, una cabalgata de carrozas, entre otras muchas cosas, y finalizan sacando a los patrones San Ginés y Santa Lucía en procesión.
- Semana Santa: Domingo de Ramos con la procesión de la entrada de Jesús a Jerusalén por el pueblo desde el centro cultural hasta la iglesia de San Ginés; la de Jueves Santo con la Hermandad de "Nuestro Cristo Crucificado", donde desfilan la Virgen de la Dolorosa junto con el Cristo crucificado y el Cristo Nazareno. La imagen del Nazareno se debe al escultor unionense Galo Conesa Vargas.
- Los arroces de Santa Lucía: se celebran el día 13 de diciembre para festejar el día de la patrona del pueblo, Santa Lucía. Es un día en convivencia que se celebra en el recinto de fiestas del pueblo donde cada familia o grupos de amigos hacen paellas de arroz y pollo y pasan el día en convivencia.

## Servicios públicos
- Centro cultural
- Pabellón polideportivo cubierto de San Ginés
- Centro de salud
- Centro social de mayores
- Pista polideportiva
- Colegio público "Escultor Salzillo"
- Logopeda "Adamur"

## Lugares de interés
- Chimenea industrial en el barrio de Cuatro Vientos.
- Ermita de San Ginés
- Zona Cultural
- Zona Deportiva